# يلز أوزيل
يلز أوزيل (بالتركية: Yeliz Özel) مواليد 6 مارس 1980 في أنقرة، هي لاعبة كرة يد تركية. مثلت منتخب تركيا لكرة اليد للسيدات. حققت المركز الثاني في كرة اليد في ألعاب البحر الأبيض المتوسط 2009.

## الميداليات
| الميدالية | المسابقة                                    |
| --------- | ------------------------------------------- |
| فضية      | كرة اليد في ألعاب البحر الأبيض المتوسط 2009 |